# 지노 빌로그
지노 빌로그(Ginaw Bilog, 1953년 1월 3일 ~ 2003년 6월 3일)는 20세기 필리핀 시대 시인 겸 수필가이다.
1973년 시문학가로 첫 입문한 그는 필리핀 수도 마닐라의 망얀족 서민 집안에서 출생하였는데 영어와 타갈로그어와 스페인어와 베이징어와 타이완어와 프랑스어로 시문학 작품 활동을 한 그의 시작품에는 토속적 필리핀 향토색 시작품(암바한)도 많지만 그 이외 타이완어 시작품으로는 타이완에서 호응을 얻은 타이완어 비판시 《論理意識(논리의식)》, 타이완어 풍자시 《平民主義(평민주의)》 등이 있다. 1988년 리덩후이(李登輝) 총통 시대 자유중화민국 타이완 타이베이 방문 시절 캉밍쯔(剛銘孜)라는 중국어 이름을 사용키도 하였고 1992년 당시 필리핀 대통령 피델 라모스(Fidel Ramos)를 만났을 때 피델 라모스 필리핀 대통령의 악수를 받기도 하였다.